# Augusto Bonequeiro
Augusto César Barreto Oliveira, mais conhecido pelo nome artístico de Augusto Bonequeiro é um artista brasileiro, nascido em Pernambuco e radicado no Ceará.
Ele é especialista na arte do teatro de bonecos, é reconhecido internacionalmente, e muito popular na região nordeste do Brasil, especialmente no Ceará, onde tinha o programa de televisão Botando Boneco (TV Jangadeiro), apresentado por um de seus personagens, que contracenava com a atriz e jornalista Hiramisa Serra. O programa foi exibido entre os anos de 1992 e 2007.
Augusto apresenta também um programa diário no rádio, onde encarna o personagem "Seu Encrenca". Augusto Bonequeiro já fez apresentações em diversos estados, inclusive fazendo parte da Trupe do Humor Cearense, que conta com outros artistas ligados ao humor e de nome nacionalmente reconhecido como Lailtinho Brega, Skolástica e Espanta.